# L'Ercole amante
L'Ercole amante è un'opera di Francesco Cavalli su libretto di Francesco Buti.

## Genesi e prime rappresentazioni
L'opera fu commissionata a Cavalli dal cardinale Mazzarino per i festeggiamenti delle nozze fra Luigi XIV di Francia e l'Infanta di Spagna Maria Teresa d'Asburgo, celebrate nel giugno del 1660. Il compositore all'inizio esitò ad accettare, adducendo come scusa l'età avanzata (aveva 57 anni al momento dell'ingaggio), ma si decise in seguito al lauto compenso per la commissione, o forse, come suggerisce qualcuno, per evitare che l'incarico andasse ad Antonio Cesti, suo collega e rivale. 

Per incontrare il gusto francese, che anni prima aveva decretato l'insuccesso de L'Egisto, vengono inseriti ad ogni inizio e conclusione di atto degli intermezzi danzati composti da Isaac de Benserade e Jean-Baptiste Lully. Lo stesso Cavalli cambia alcune peculiarità del suo stile, facendo un uso meno espansivo della vocalità dei castrati, poco graditi in Francia, utilizzando per i ruoli principali maschili le voci di tenore o di basso.

Tuttavia la nuova sala teatrale, costruita appositamente nel Palazzo delle Tuileries, non è ultimata in tempo per i festeggiamenti: il debutto della nuova opera viene quindi rimandato, e viene sostituita con una ripresa de Il Xerxe, sempre di Cavalli. Una volta inaugurato il teatro, l'opera viene finalmente rappresentata il 7 febbraio 1662, seguita da sette repliche fino alla primavera. 

L'opera tuttavia non incontra il gusto del pubblico francese, sia per le musiche giudicate troppo noiose (favorendo così l'ascesa di Lully come nuovo compositore di corte), sia per l'allestimento troppo macchinoso, sia per il contenuto del libretto, troppo licenzioso per essere considerato un gradito omaggio per le nozze del Re Sole. Cavalli non riesce neppure a far riprendere l'opera in Italia, a causa dei numerosi cambi di scena e del nuovo gusto teatrale, ora più orientato verso i drammi storici.

## Rappresentazioni contemporanee
La prima rappresentazione in tempi moderni avviene, a quasi trecento anni dalla prima rappresentazione, al Teatro La Fenice nel 1961, con Raffaele Arié nel ruolo del titolo e la direzione di Ettore Gracis.

Dopo un'edizione a Lione nel 1979, l'opera viene incisa nel 1980 in occasione di una rappresentazione in forma di concerto a Londra, con Yvonne Minton nei panni di Giunone e Felicity Palmer in quelli di Iole. L'anno successivo viene rappresentata al Théâtre du Châtelet di Parigi. 

La rappresentazione del 1997 al Teatro Alighieri di Ravenna è l'ultima esecuzione nel XX secolo; le successive rappresentazioni avvengono nel 2006 in una tournée in numerosi teatri francesi, e nel 2009 alla De Nationale Opera di Amsterdam, con Luca Pisaroni nel ruolo del titolo.
L'ultima rappresentazione contemporanea avviene nel 2019 al Théâtre national de l'Opéra-Comique di Parigi e all'Opéra reale di Versailles, con Anna Bonitatibus nel ruolo di Giunone e Dominique Visse nel ruolo di Licco. 
Nel giugno 2025, in occasione della 42^ edizione del Monteverdi Festival di Cremona, l'Ercole Amante viene rappresentato al Teatro Ponchielli di Cremona con la regia di Andrea Bernard e la direzione musicale di Antonio Greco alla guida dell'Orchestra e Coro Monteverdi Festival Cremona Antiqua, con Renato Dolcini nel ruolo del titolo.

## Primi interpreti
| Ruolo               | Registro vocale                | Interpreti della prima esecuzione |
| ------------------- | ------------------------------ | --------------------------------- |
| Cinzia              | soprano castrato               | Giuseppe Meloni                   |
| Ercole              | basso                          | Vincenzo Piccini                  |
| Iole                | soprano                        | Anna Bergerotti                   |
| Venere              | soprano                        | Hylaire Dupuis                    |
| Giunone             | soprano castrato (en travesti) | Antonio Rivani                    |
| Hyllo               | tenore                         | Giuseppe Agostino Poncelli        |
| Deianira            | soprano                        | Leonora Falbetti Ballerini        |
| Mercurio            | tenore                         | Signor Tagliavacca                |
| Nettuno Eutyro      | basso                          | Paolo Bordigoni                   |
| Tevere              | basso                          | Signor Beauchamps                 |
| Pasithea            | soprano                        | Signora Bordoni                   |
| Il Sonno            | personaggio muto               | N.N.                              |
| La Bellezza Clerica | soprano                        | Anne de La Barre                  |
| Bussiride           | contralto castrato             | Signor Zanetto                    |
| Laomedonte          | tenore                         | Signor Vulpio                     |
| Un paggio           | soprano                        | N.N.                              |
| Licco               | contralto castrato             | Giuseppe Chiarini                 |

## Trama

### Prologo
Un coro di fiumi si riunisce per celebrare le nozze di Luigi XIV e Maria Teresa d'Asburgo, guidati da Cinzia, personificazione della Luna. Cinzia, per allietare il pubblico, inizia a raccontare le vicende di Ercole e del suo matrimonio con la Bellezza, antesignano delle nozze tra il Re Sole e l'Infanta di Spagna (Oh Gallia fortunata).

### Atto 1
Ercole, nonostante sia sposato con Deianira, è innamorato di Iole, figlia del re Eutyro, quest'ultimo caduto vittima di Ercole di fronte al suo rifiuto di concedergli la figlia. La fanciulla, prigioniera in casa dell'eroe, odia l'assassino del padre e rifiuta le sue dichiarazioni d'amore, facendo struggere nel tormento Ercole che si lamenta della crudeltà dell'amore (Come si beffa Amore). I suoi lamenti vengono interrotti da Venere, la quale, sentitasi ingiustamente accusata, decide di aiutare Ercole nella conquista di Iole.

La conversazione tra Venere ed Ercole è udita da Giunone: la dea, già da tempo nemica dell'eroe, ribolle di rabbia, in quanto protettrice del matrimonio, ed è intenzionata a salvaguardare l'unione tra Ercole e Deianira, e si prepara ad andare alla grotta del dio del Sonno, per chiedergli aiuto.

### Atto 2
Ad insaputa di Ercole, Iole si è innamorata del di lui figlio Hyllo, ed ha trovato nel suo amore consolazione per la morte del padre (Amor ardor più rari). Un paggio di Ercole interrompe il colloquio tra i due, e invita Iole a raggiungere il padrone nel giardino: questa notizia turba sia la ragazza, sia Hyllo, sia Deianira, che sospetta già da tempo dell'infedeltà del marito, invano consolata dal confidente Licco.

Nella grotta del Sonno, Giunone chiede a Pasitea, la moglie del dio, di portarlo con sé per il suo piano: Pasitea teme qualche vendetta da parte di Giove, ma acconsente in seguito ai giuramenti di Giunone.

### Atto 3
Nel giardino del palazzo di Ercole, Venere ha creato per magia una sedia che farà cambiare i sentimenti di odio che Iole prova per Ercole in amore. Ercole attende l'arrivo della ragazza, annunciato dal paggio, dal quale, tuttavia, viene a sapere che stava in un colloquio intimo con Hyllo.

Iole arriva, e mantiene sempre il suo tono sdegnoso verso l'assassino del padre, fino a quando non sente i suoi sentimenti mutare una volta seduta sulla sedia incantata: udendo l'amata chiamare "amore" Ercole, Hyllo si svela, rinfacciandole l'infedeltà; Ercole, furibondo, caccia via il figlio. Interviene allora Giunone, che con l'aiuto del Sonno fa addormentare Ercole e risveglia Iole dall'incantesimo della sedia incantata: la dea, inoltre, dà una spada incantata alla ragazza con cui vendicare l'assassinio del padre, e sparisce. Hyllo rientra ancora a sventare il tentato omicidio e disarma Iole, ma Ercole viene risvegliato in quel momento da Mercurio, inviato da Venere in suo aiuto, e vedendo l'arma in mano al ragazzo decide di punirlo per il tentato omicidio. Deianira accorre invano in soccorso del figlio, riuscendo solo a scatenare l'ira di Ercole anche contro di lei: solo Iole riesce ad intercedere per i due presso l'eroe, acconsentendo alle sue nozze a patto che la vita di entrambi sia risparmiata. Ercole scaccia dalla reggia Deianira e fa imprigionare Hyllo in una torre costruita su un promontorio che dà sul mare (Figlio tu prigioniero?).

### Atto 4
Hyllo, prigioniero, riceve dal paggio, arrivato in barca, una lettera di Iole nel quale lo informa delle nozze con il padre e lo prega di perdonarla per aver ceduto (Ahi che pena è gelosia). Hyllo, disperato, rimanda il paggio indietro, che tuttavia sprofonda nel mare in tempesta, e, per cercare la morte, si tuffa dalla torre nei flutti. Giunone interviene ed avvisa Nettuno, che salva il ragazzo dalla morte in acqua e lo consegna alla divinità.

Mentre Deianira si lamenta per l'esilio (Ed a che peggio i fati ahi mi serbaro?), Iole piange sulla tomba del padre: improvvisamente il sepolcro si apre e compare l'ombra di Euryto, ancora furibonda perché il suo assassinio è ancora invendicato. La notizia della morte di Hyllo in mare, recata da Deianira stessa che ha assistito alla scena, getta nella disperazione Iole: Euryto ritorna nell'oltretomba per muovere a vendetta contro Ercole i fantasmi delle sue vittime. 

Di fronte alla disperazione delle due donne, Licco suggerisce a Deianira di far indossare ad Ercole la veste che aveva intriso nel sangue del centauro Nesso, che avrebbe il potere di far tornare nell'eroe l'antico amore per la moglie (Una stilla di spene).

### Atto 5
Mentre nell'oltretomba Eutyro chiama a sé le ombre delle vittime di Ercole, in terra si preparano le nozze tra l'eroe ed Iole. La fanciulla, su consiglio di Licco, porge ad Ercole la veste intrisa del sangue del centauro, ma una volta indossata l'eroe inizia a gemere, sentendosi strappare e bruciarsi le carni. Sconvolto dal dolore, Ercole decide di costruire una pira funebre dove morire, in modo che il suo dolore sia nascosto al mondo (Ma qual pungente arsura).

Sconvolti per la morte di Ercole, Deianira, Iole e Licco assistono al ritorno di Hyllo, che racconta loro di essersi salvato grazie all'intercessione di Giunone: appare la dea, che annuncia l'ascensione di Ercole al cielo, e le nozze tra lui e la Bellezza, che saranno celebrate in terra con quelle di Hyllo e Iole (Contro due cor ch'avvampano).

## Incisioni discografiche
| Anno | Cast (Ercole, Deianira, Iole, Hyllo, Giunone)                             | Direttore     | Etichetta |
| ---- | ------------------------------------------------------------------------- | ------------- | --------- |
| 1980 | Ulrich Cold, Patricia Miller, Felicity Palmer, Keith Lewis, Yvonne Minton | Michel Corboz | Erato     |

## Registrazioni video
| Anno | Cast (Ercole, Deianira, Iole, Hyllo, Giunone)                                            | Direttore   | Etichetta |
| ---- | ---------------------------------------------------------------------------------------- | ----------- | --------- |
| 2009 | Luca Pisaroni, Anna Maria Panzarella, Verónica Cangemi, Jeremy Ovenden, Anna Bonitatibus | Ivor Bolton | Opus Arte |